# 朗斯奈
朗斯奈（法語：Rancenay，法語發音：[ʁɑ̃snɛ]）是法国杜省的一个市镇，位于该省西部偏北，属于贝桑松区。

## 地理
朗斯奈（47°11'13"N, 5°57'1"E）面积3.66 平方千米，位于法国勃艮第-弗朗什-孔泰大區杜省，该省份为法国东部内陆省份，北起上索恩省，西接汝拉省，东部及东南部与瑞士接壤，东北部与贝尔福地区省接壤。
与朗斯奈接壤的市镇（或旧市镇、城区）包括：阿瓦讷-阿沃内、比西、拉尔诺、蒙费朗堡、托赖斯。

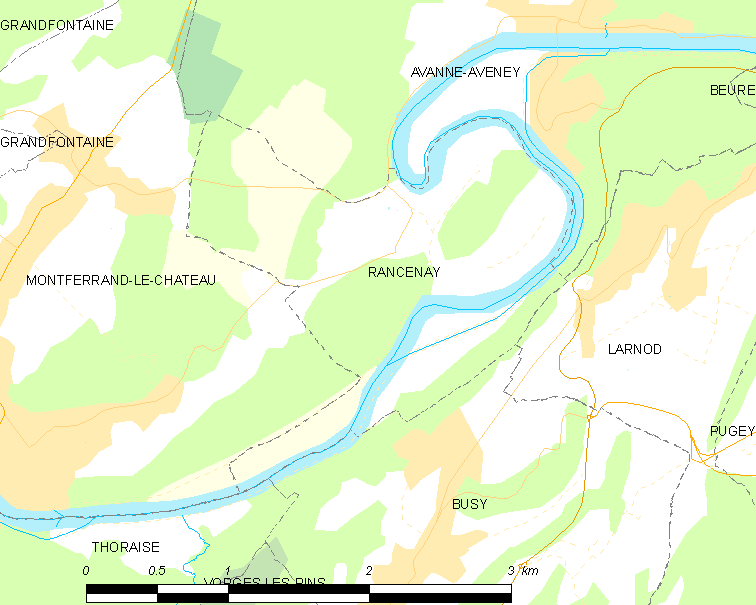
朗斯奈的OSM定位图

朗斯奈的时区为UTC+01:00、UTC+02:00（夏令时）。

## 行政
朗斯奈的邮政编码为25320，INSEE市镇编码为25477。

## 政治
朗斯奈所属的省级选区为贝桑松第一县。

## 人口

1962-2008年间朗斯奈人口变化图示

朗斯奈于2022年1月1日时的人口数量为421人。